# Sambir
Sambir (em ucraniano:  Самбір, em polonês/polaco:  Sambor, em iídiche:  סאמבאָר, Sambor) é uma cidade da Ucrânia, situada no oblast de  Leópolis. Sua população em 2019 foi estimada em 34.823 habitantes.